# Marco Lampônio
Marco Lampônio (em latim: Marcus Lamponius; m. 3 de novembro de 82 a.C.) foi um general lucano aliado dos populares durante a Primeira Guerra Civil da República Romana.

## História
Lampônio participou liderando seu povo da Guerra Social ao lado das cidades italianas contra os romanos e derrotou Públio Licínio Crasso, encurralando-o em Grumento.
Em meados de 82 a.C., conseguiu recrutar 70 000 homens juntamente com Pôncio Telesino e Guta de Cápua e os três iniciaram uma marcha até Preneste para libertar Caio Mário, o Jovem, que estava cercado desde o começo do ano. Contudo, Lúcio Cornélio Sula, líder dos optimates bloqueou o caminho, forçando uma mudança de planos. O exército popular decidiu seguir diretamente para Roma com o objetivo de saqueá-la (segundo Veleio Patérculo). Sula marchou logo atrás e os dois exércitos se enfrentaram em 1 de novembro de 82 a.C. na Batalha da Porta Colina, diante da Muralha Serviana. Juntamente com Marco Licínio Crasso, Sula aniquilou as forças populares. Lampônio foi capturado e, no dia seguinte, foi decapitado por ordem de Sula, que enviou sua cabeça para desmoralizar os defensores de Preneste.